# Перелюбська волость
Перелюбська волость — історична адміністративно-територіальна одиниця Сосницького повіту Чернігівської губернії з центром у селі Перелюб.
Станом на 1885 рік складалася з 6 поселень, 6 сільських громад. Населення — 5575 осіб (2692 чоловічої статі та 2883 — жіночої), 814 дворових господарств.
|                     | Площа, десятин | У тому числі орної, дес. |
| ------------------- | -------------- | ------------------------ |
| Сільських громад    | 4664           | 2586                     |
| Приватної власності | 64             | —                        |
| Приватної власності | 10341          | —                        |
| Іншої власності     | —              | —                        |
| Загалом             | 15136          | 2650                     |

Поселення волості:
- Перелюб — колишнє державне село при річці Смоть за 58 верст від повітового міста, 1692 особи, 260 дворів, православна церква, школа, 2 постоялих будинки, 2 лавки, 5 щорічних ярмарків.
- Білошицька — колишня державна слобода при річці Смоть, 1283 осіб, 211 дворів, постоялий будинок.
- Прибинка — колишнє державне село, 1175 осіб, 163 двори, постоялий двір, 2 лавки.
- Шишківка — колишнє державне при річці Смоть, 584 особи, 75 дворів, постоялий двір, постоялий будинок.

1899 року у волості налічувалось 6 сільських громад, населення зросло до 8163 осіб (4122 чоловічої статі та 4041 — жіночої).